# مسعود نيلي
مسعود نيلي ((بالفارسية: مسعود نیلی), من مواليد 14 فبراير 1955 في همدان) أكاديمي واقتصادي إيراني.  عمل مستشارا اقتصاديا للرئيس حسن روحاني منذ 2013 وعين مساعدا له في 2017.

## نشأته وتعليمه
ولد في 14 فبراير 1955 في مدينة همدان الإيرانية. تخرج من جامعة الشريف للتكنولوجيا بدرجة البكالوريوس في الهندسة الإنشائية. كما أنه خريج جامعة أصفهان للتكنولوجيا في تصميم النظم الاقتصادية وجامعة مانشستر في الاقتصاد.

## حياته المهنية
هو عميد سابق لكلية الإدارة والاقتصاد بجامعة شريف للتكنولوجيا من عام 2000 حتى عام 2011. له سبعة كتب والعديد من المقالات التي والآتي نشرها في مختلف مجالات الاقتصاد الكلي والاقتصاد السياسي.  عمل منصب نائب رئيس هيئة الإدارة والتخطيط لمدة ثلاث سنوات في حكومة أكبر هاشمي رفسنجاني. كما شغل هذا المنصب في حكومة محمد خاتمي. [4]  و ساهم في تطوير خطتي التنمية الخمسية الأولى والثانية.  كما شغل منصب رئيس مجلس الاقتصاد من 2002 إلى 2004 ثم رئيس لجنة الخصخصة من 2004 إلى 2005. وكان أيضًا رئيسًا لمعهد البحوث في التخطيط والتنمية وكان أستاذاً في المعهد.  كان أحد أهم أنشطته في إستراتيجية التنمية للتنمية الصناعية عندما كان إسحاق جهانجيري وزيراً للصناعات.  كان نيلي جزءًا من الفريق الاقتصادي في حملة حسن روحاني الرئاسية.  عيّنه روحاني مستشارًا اقتصاديًا رئاسيًا ووزير دولة للشؤون الاقتصادية في 4 سبتمبر 2013.

## رأي
نيلي مؤيد لاقتصاد السوق الحر.  ويوصف بأنه مقرب من التنفيذيين في حزب البناء والاعتدال والتنمية من حيث النزعة السياسية.